# Obereopsis mabokensis
Obereopsis mabokensis är en skalbaggsart som beskrevs av Stefan von Breuning 1977. Obereopsis mabokensis ingår i släktet Obereopsis och familjen långhorningar. Inga underarter finns listade i Catalogue of Life.